# نوس غنی
نصرت منیر الغنی  (متولد ۱ سپتامبر ۱۹۷۲) یک دیپلمات حزب محافظه کار بریتانیا می باشد که از سال ۲۰۱۵ عضو پارلمان (نماینده مجلس) برای ولدن در قسمت شرق ساسکس بوده است.  منیر الغنی به عنوان وزیر امور خارجه در وزارت تجارت، انرژی و استراتژی صنعتی مشغول کار است.    منیر الغنی معاون پارلمانی وزیر امور خارجه در وزارت حمل و نقل و لرد کمیسر خزانه داری اچ ام بود. 

## اوایل زندگی و حرفه
نصرت در تاریخ ۱ سپتامبر ۱۹۷۲ در کشمیر  پاکستان، فرزند دختر والدینی از کشمیر آزاد متولد شد.   نصرت در بیرمنگام انگلستان در یک سابق طبقه کارگر رشد پیدا نمود و در مدرسه دخترانه بوردسلی گرین مشغول تحصیلاتش بود. و بعد از تحصیلاتش نصرت در دانشگاه بیرمنگام سیتی مشغول تحصیلاتش شد و با مدرک لیسانس در حکومت و سیاست فارغ التحصیل شد و سپس مدرک فوق لیسانس خودش را در دانشگاه لیدز در رشته روابط بین الملل کسب کرد.    
نصرت توسط نهادهای نیکوکاری سن انگلستان و موفقیت در سرطان سینه و سپس برای سازمان جهانی بی بی سی بکار گرفته شد. 
نصرت برای نخستین بار در انتخابات مردمی سال ۲۰۱۰ به عنوان شرکت کننده مجلسی بیرمنگام لیدیوود توقف نمود و به جایگاه سوم دست یافت. 

## شغل پارلمانی
بعد از گزارش دادن بازنشستگی چارلز هندری ، نماینده مجلس شورای اسلامی در انتخابات بعدی، نصرت در دسامبر ۲۰۱۳ در یک انتخابات مقدماتی آشکار منتخب شد که در آن انتخابات هر شخصی که در لیست انتخاباتی در ولدن ثبت نام نموده بود این توانایی را دارا بودن که در آن شرکت نماید و رای دهد.  اولیه نزدیک به ۴۰۰ مقیم را به خودش انذجاب نمود.     در انتخابات مردمی سال ۲۰۱۵، نصرت با بیشترین رای دهنده حدود ۲۲,۹۶۷ نماینده، به عنوان نخستین نماینده زن در این کرسی منصوب شد.  در انتخابات مردمی سال ۲۰۱۷، نصرت با دریافت نمودن۶۱.۲ درصد رای ها، اکثریت خود را به ۲۳,۶۲۸ بیشتر کرد. 
در ماه ژوئیه ۲۰۱۵، او به عنوان عضو انجمن منتخب امور داخلی انتخاب گردید و تا سال ۲۰۱۷ مشغول فعالیت در این بخش بود.  
در سال ۲۰۱۶، نصرت با بارناردو ، کهنه ترین نهاد نیکوکاری کودک ها در بریتانیا، همکاری نمود تا یک تحقیق آزاد در باره کنش های منفی جنسی کودک ها انجام دهد. 
در جولای ۲۰۱۷، نصرت به مقام منشی خصوصی پارلمانی در وزارت کشور ارتقا پیدا کرد.  نصرت در تهیه گزارش در مورد امور داخلی، امنیت، جنایات نفرت، پلیس و مهاجرت نقش داشت. 
در سال ۲۰۱۷،نصرت زعامت شبکه قهرمان ها گوناگون شاگردی حکومت را عهده دار بود. 
او جزوی از پیروان برگزیت می باشد و سر جان ساورز ، رئیس پیشین  را شرح داد که تنها «تاریکی و عنا» در باره برگزیت تشکیل می دهد.  
در ژانویه ۲۰۱۸، نصرت به عنوان معاون شلاق و وزیر در وزارت ترانسپورت منتخب شد. نصرت نخستین وزیر زن مسلمانان بود که از صندوق روانه مجلس عوام سخن گفت. 
در تداول تغییر کابینه بریتانیا در سال ۲۰۲۰، نصرت از حکومت برکنار گردید و کلی تولهورست در وزارت حمل و نقل مستقر شد. او پیش از این به عنوان یک رقیب برای نظارت بر ساخت خط ریلی سرعت بالا ۲ مورد جدال واقع گردیده شد. 

## زندگی شخصی
نصرت در سال ۲۰۰۲ با دیوید ویلدون ازدواج نمود و حاصل ازدواج آنان ۲ فرزند شد.  